# Trachéomycose du caféier
La trachéomycose du caféier, ou carbunculariose ou fusariose du caféier,  est une maladie fongique causée par un champignon ascomycète, Gibberella xylarioides, qui affecte les caféiers dans plusieurs pays d'Afrique.
Cette maladie affecte différentes espèces du genre Coffea. Elle a été observée notamment sur Coffea liberica et Coffea canephora en Afrique centrale dès la première moitié du XXe siècle et plus récemment sur Coffea arabica en Éthiopie.
Elle s'est répandue en Afrique orientale et constitue au début du XXIe siècle « la plus grave maladie menaçant la production de café en Afrique ».

## Symptômes
Les premiers symptômes sont le jaunissement et l'enroulement des feuilles, puis leur flétrissement et la défoliation rapide. Les arbres infectés montrent ensuite des signes de dépérissement qui commencent à l'extrémité de la tige et se propagent progressivement vers le bas à toutes les branches et finalement à l'arbre tout entier.
Sur les arbres infectés, les fruits (cerises de café) mûrissent prématurément, puis se dessèchent, mais restent attachés aux branches primaires. 

## Méthodes de lutte
La lutte contre la trachéomycose du caféier repose sur trois actions complémentaires : la prévention de la diffusion de la maladie par des pratiques culturales adaptées (lutte culturale), l'emploi de fongicides (lutte chimique), l'emploi de variétés résistantes, qui est la meilleure solution à long terme.

## Histoire
En Côte d'Ivoire dans les années 1840, l'extension foudroyante de la Trachéomycose du caféier a détruit plus ou moins complètement les caféiers Indénié et Kouilou sur des milliers d'hectares. Le fléau a frappé particulièrement la région de Daloa où plusieurs planteurs européens, ruinés, ont abandonné leur exploitation. 
La maladie se propage et atteint en 1947 la région de Toumodi, Yamoussoukro et Daloa. En 1948, elle est signalée à Vavoua, Issia, Bouaflé, Ourné, Sinfra, Tiassalé et Agboville.
La maladie s'est manifestée avec violence sur kouilou, indénié et sur certains Robusta d'origine mal définie. Les autorités ont alors largement diffusé et multiplié un caféier qui été réputé pour la résistance à la maladie en plein champ : le robusta de l'Institut national pour l'étude agronomique du Congo belge. Ce "robusta INEAC" avait été introduit en 1935 pour les mêmes raisons.